# Roma (opera)
Roma är en fransk opera (opéra-tragique) i fem akter med musik av Jules Massenet och libretto av Henri Cain efter Alexandre Parodis pjäs Rome vaincue.

## Historia
Parodis pjäs var en av Sarah Bernhardts största succéer. Massenet såg den redan 1876 och funderade på att skriva en opera över ämnet. Han arbetade på verket oregelbundet åren 1902-09 och den fick sin premiär den 17 februari 1912 på Opéra de Monte-Carlo. Det blev Massenets sista opera som uppfördes under hans livstid. Musiken var komponerad i en värdig och återhållsam stil som var långt från på modet 1912. Operan åtnjöt en viss popularitet men föll snabbt i glömska.

## Personer
- Lentulus (tenor)
- Fabius Maximus (baryton)
- Fausta (sopran)
- Lucius Cornelius (bas)
- Posthumia (kontraalt)
- Junia (sopran)
- Vestapor (baryton)
- Storvestalen (sopran)
- Galla (sopran)
- Caïus (baryton)
- En gammal man (baryton)

## Handling
Rom, 216 e.Kr
Vestalen Fausta döms att muras in på livstid för att ha brutit löftet att hålla den heliga elden vid liv. Hennes blinda farmor Posthumia lyckas smuggla med henne en dolk så att hon kan undvika en smärtsam död. Men Faustas händer är bakbundna och den stackars gamla kvinnan tvingas själv ta livet av sitt barnbarn.